# Pedaal (muziek)
Een pedaal (uit het Latijn: pes is 'voet') is een onderdeel van het mechaniek bij diverse muziekinstrumenten, zoals van de piano, het orgel, de harp of de pauk, dat met de voet bediend wordt.
De functie van het pedaal verschilt per instrument. Pedalen komen al voor bij sommige klavecimbels, en vloeien voort uit de voortschrijdende technische ontwikkelingen bij diverse instrumenten.

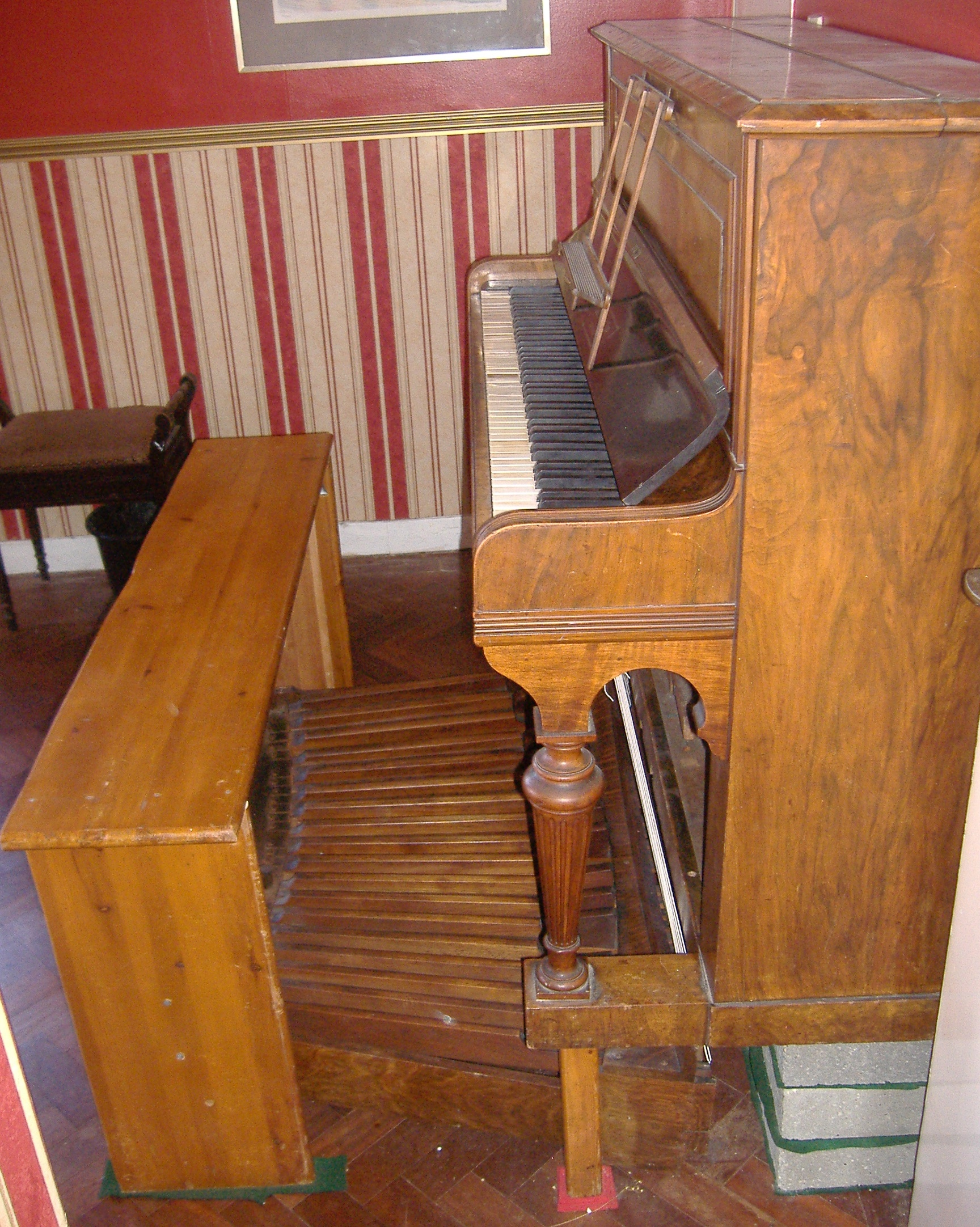
Een pedaalpiano

## Klavecimbel
Op sommige klavecimbels zit vlak onder het toetsenbord een hendel, die door de knie bediend werd. Via dit kniepedaal kan de speler een register kiezen, zoals het luitregister. Dit pedaal is echter op veel instrumenten niet aanwezig. Vaak worden de registers namelijk handmatig met knoppen of hendeltjes bediend.

## Pianoforte
De pianoforte (of fortepiano) heeft diverse soorten pedalen. Aanvankelijk was net als bij het klavecimbel het pedaal als kniepedaal gemonteerd, maar al snel werd dit vervangen door een bij de grond gemonteerd pedaal, dat met de voet bediend kon worden. Er zijn afhankelijk van het instrument 1 tot 5 pedalen aanwezig, die variërende effecten teweeg kunnen brengen. Zo is er een registerpedaal, een dempend pedaal, een doorklinkpedaal, waaruit later het rechterpedaal van de piano zou ontstaan, maar soms ook pedalen die gedeelten van het instrument kunnen laten doorklinken, of speciale effecten als het Janissary- (ook wel Janizary-)pedaal. Men kan met effectpedalen belletjes laten klinken, de snaren met metaalstaafjes beroeren, allerhande slagwerkachtige effecten realiseren of andere instrumenten imiteren. Veel van deze pedalen zijn in de ontwikkeling van het instrument weer uitgestorven, zodat uiteindelijk enkel het linker- en rechterpedaal als standaard overbleven.

## Piano en vleugel

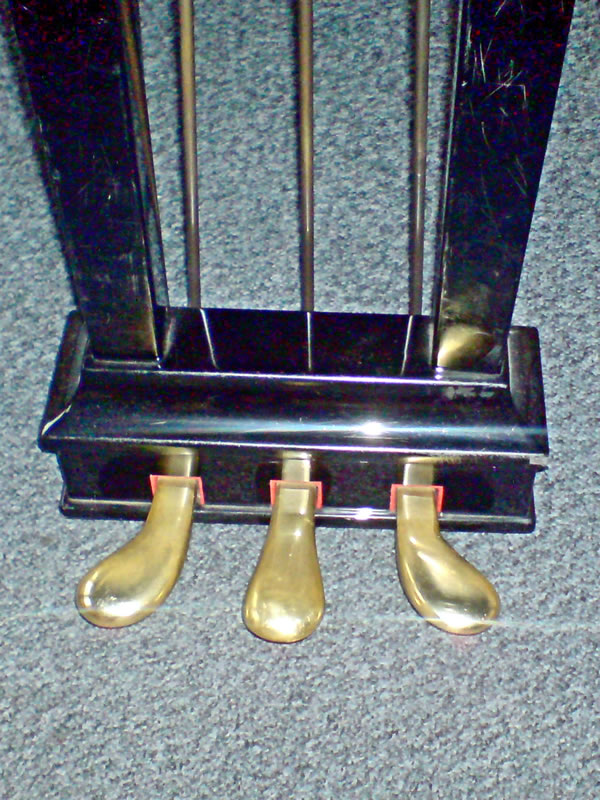
De 3 pedalen van een vleugel

De pedalen op de piano (2 of 3, bij uitzondering 4) hebben verschillende functies. Op piano's en vleugels met 2 pedalen ontbreekt het middelste pedaal.

### Linkerpedaal
Het linkerpedaal maakt de klank zachter of wolliger, en heet una corda-pedaal.
- Op een buffetpiano worden de hamers dichter bij de snaar gebracht, waardoor minder kracht wordt doorgegeven van de hamer op de snaar.
- Op een vleugel verschuift het complete speelmechaniek van toetsen en hamers (una corda pedaal), waardoor de hamers verschuiven ten opzichte van de snaren. Voor de laagste tonen betekent dat dat een zachter deel van de vilten hamerkop de snaar raakt. Voor het lage middenregister en het hoge betekent dat dat er een snaar minder geraakt wordt, (of dat de hamer niet exact in de groef aanslaat) Bij Ibach-vleugels is deze verschuiving uitzonderlijk genoeg naar links, terwijl bij vleugels van vrijwel alle andere merken de verschuiving naar rechts is.

In de muziek wordt het spelen met linkerpedaal in de partituur doorgaans aangeduid met de Italiaanse term una corda ofwel afgekort u.c., soms met con sordino of met de Duitse term mit Verschiebung.

### Middelste pedaal
Het middelste pedaal kent diverse functies op diverse typen instrument.
- Op een buffetpiano is dit meestal het studiepedaal. Bij het intrappen van dit pedaal wordt er mechanisch een lange reep vilt tussen alle hamers en snaren geplaatst waardoor het geluid heel zacht en gedempt wordt. Dit pedaal wordt dan gebruikt in oefensituaties waar geluidsoverlast bestreden dient te worden. Nadeel van het gebruik van dit pedaal is dat de normale relatie tussen aanslag en klinkend resultaat vertroebeld wordt, dus dat klankvoorstelling, toetsgevoel en uiteindelijke klank niet meer met elkaar kloppen. Dit kan een probleem zijn als een pianist het studiepedaal gewend is en in het openbaar zonder studiepedaal speelt.
- Op een vleugel heeft dit middelste pedaal, indien aanwezig, (op een vleugel officieel het sostenutopedaal geheten) een totaal andere functie: het betreft een uitvinding van Steinway: na het aanslaan van een of meer noten kan dit pedaal ingetrapt worden, en als men dan de ingedrukte noten weer loslaat klinken enkel deze tonen door, terwijl de rest van de snaren afgedempt blijft. Dit pedaal wordt dan bijvoorbeeld gebruikt om een bas-toon vast te kunnen houden, en daarboven kan dan met twee handen doorgespeeld worden, zonder dat de bastoon verdwijnt. Hoewel er niet veel werken zijn waarin dit pedaal wordt voorgeschreven, heeft een uitvoerende er soms toch profijt van, bijvoorbeeld in muziek van Claude Debussy of Sergej Rachmaninov.
- Op een disklavier schakelt het middelste pedaal tussen de akoestische en digitaal/elektronische midi-modus. Als dit pedaal niet is ingetrapt, is een disklavier dus een normale piano waarin normale snaren klinken bij bespeling, als het middelste pedaal wel is ingetrapt (en gefixeerd), dan beschikt men over een midi-instrument, waarbij de hamers de snaren niet raken, maar waarin door middel van sensoren de snelheid van de toets wordt afgetast en elektronisch wordt doorgegeven als signaal naar een processor die het omzet in een midi-signaal.
- Fazioli-vleugels hebben soms twee pedalen in het midden (dus 4 in totaal). Het derde is dan het sostenutopedaal, en de tweede werkt dan net als het linkerpedaal op een buffetpiano: het brengt de hamers dichter bij de toetsen, waardoor de klank zachter wordt. Op dit soort instrumenten zijn dus twee vormen van 'zachtere klank' mogelijk: het linker una corda pedaal en dit extra pedaal dat de hamers dichter bij de snaren brengt.

### Rechterpedaal
Het rechterpedaal heeft op elke piano dezelfde functie: bij intrappen van dit pedaal worden alle dempers van de snaren gelicht, zodat alle snaren doorklinken. Dit pedaal wordt veelvuldig gebruikt op diverse manieren. Het is ook het pedaal dat het meest in partituren wordt aangegeven, met de aanduiding " Ped. - - - -* " of door het gebruik van haken onder de notenbalk. Dit pedaal wordt tegenwoordig ook vaak het sustainpedaal genoemd, al noemt Steinway zijn middelste pedaal oorspronkelijk zo. Het gebruik van dit rechterpedaal kan divers van aard zijn:
- Versterken van de harmonie door resonantie van niet-aangeslagen tonen.
- Binden van tonen of akkoorden. Bijvoorbeeld tonen of akkoorden die met enkel vingers lastig te binden zijn.
- Suggestie van akoestiek (galmpedaal)
- Accentueren van tonen, het zogeheten 'takttreten', gelijk met het aanslaan van de noot met de voet een accent geven op het pedaal
- Half-pedaal. Een enigszins onduidelijke term, die gebruikt wordt wanneer het pedaal precies rond het aangrijpingspunt op de dempers wordt benut, waardoor de dempers slechts gedeeltelijk worden opgetild.
- Pedaaltremolo. Een effect dat in moderne muziek soms wordt gebruikt en waarbij het geluid van het pedaal zelf en het mechaniek dat bediend wordt hoorbaar is.

Spreekt men enkel van het pedaal, dan wordt het rechterpedaal bedoeld.

## Orgel

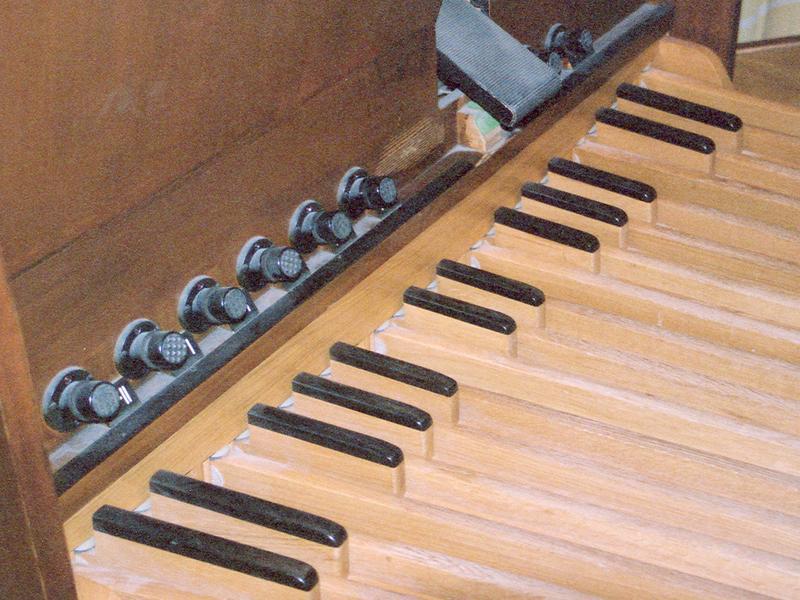
Orgelpedaal

Bij het orgel spreekt men niet van pedalen, maar van één pedaal (pedaalklavier of voetklavier); de gezamenlijke pedaaltoetsen vormen het pedaal. Dit is meestal een volledig toetsenbord, dat met beide voeten bespeeld wordt. De tonen die door het pedaal worden voortgebracht zijn meestal de lage stemmen van een compositie, al zijn koppelingen met diverse registers mogelijk. Soms bedient de voet ook de tutti-knop, waarbij het volle orgel tot klinken kan komen. Soms zijn er knoppen om individuele registers te bedienen, of bepaalde koppelingen aan en uit te zetten. Er zijn twee soorten pedaal:

### Aangehangen pedaal
Hierbij zijn de pedaaltoetsen rechtstreeks verbonden met de corresponderende toets van het manuaal. Als met de voet een pedaaltoets wordt ingedrukt, wordt de daaraan verbonden manuaaltoets naar beneden getrokken en klinkt de toon die daarbij behoort. Bij eenvoudige en/of kleinere orgels in dorpskerken, waar het orgel vooral de gemeentezang begeleidt, is vaak hiervoor gekozen.  

### Vrij pedaal
Hierbij beschikt het pedaal over een windlade met eigen registers. Het pedaal kan dan zelfstandig bespeeld worden, los van het manuaal. Het krijgt daarmee een eigen geluid en voor de organist worden de speelmogelijkheden veel groter. De meeste orgelwerken zijn voor orgel met vrij pedaal gecomponeerd.

## Beiaard
Een beiaard heeft meestal ook een pedaal, net als een orgel. Dit is steeds een aangehangen pedaal. Elke pedaaltoets is met draden of stangen verbonden met een manuaaltoets (die dus tegelijk omlaaggaat) of rechtstreeks met een klepel of hamer die een klok van een bepaalde toonhoogte aanslaat. De omvang van dit pedaal is meestal beperkt tot 2 octaven. Dit voetklavier begint meestal een kwart onder de toonhoogte van het manuaal. 
Volgens de standaard bevindt de laagste c van het pedaal zich recht onder de laagste c van het manuaal. Bij een kleine speeltafel zijn die twee toetsen gekoppeld aan dezelfde klok, bij een grote speeltafel is het pedaal een octaaf lager en dan vallen de hoogste (meest rechtse) toetsen van het pedaal samen met de laagste (meest linkse) van het manuaal.

## Harmonium
Op een harmonium zitten twee pedalen waarmee de blaasbalgen worden bediend die het instrument van lucht voorzien. Door regelmatig en afwisselend links en rechts te trappen blijft de luchtstroom constant stromen door het tongwerk, waar de uiteindelijke klank wordt geproduceerd. Aan dit pompen met de voeten heeft het instrument, mede in combinatie met het vaak geestelijk repertoire, zijn oneerbiedige bijnaam 'psalmenpomp' of 'cirkelzaag des geloofs' te danken. Harmoniumspelers die dit pedaliseren slecht kunnen krijgen vaak de bijnaam 'hijger', omdat bij onregelmatig trappen de klanksterkte erg hoorbaar gaat fluctueren.
Er zijn echter ook harmoniums gebouwd die werden uitgevoerd met een windmotor zodat de twee pedalen voor de balgen niet meer nodig zijn. Dat maakt het mogelijk om een volledig pedaalklavier toe te passen. Deze zogeheten pedaalharmoniums worden vrijwel altijd met twee manuaalklavieren uitgevoerd. Bekende bouwers waren onder anderen Hoffberg en Mannborg. 

## Harp

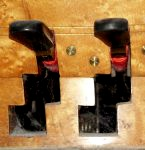
Twee van de harppedalen. Elk pedaal heeft 3 standen, voor een verlaagde, normale en verhoogde stamtoon.

De pedalen van de harp zijn bedoeld om stamtonen te kunnen verhogen of verlagen. Bijna iedere harp is  diatonisch besnaard, en de pedalen maken chromatiek mogelijk. Elk pedaal bedient een set stamtonen. Het nadeel van de harp is dat chromatisch spel onmogelijk is en dat niet tegelijkertijd een stamtoon en diens alteratie kan worden gespeeld, tenzij door kunstgrepen. Zo moet bijvoorbeeld, om de combinatie van een f en een fis gelijkertijd te kunnen spelen de g verlaagd worden tot een ges. De studie van de pedaalharp is derhalve een complex vakgebied.

## Pedaalpiano

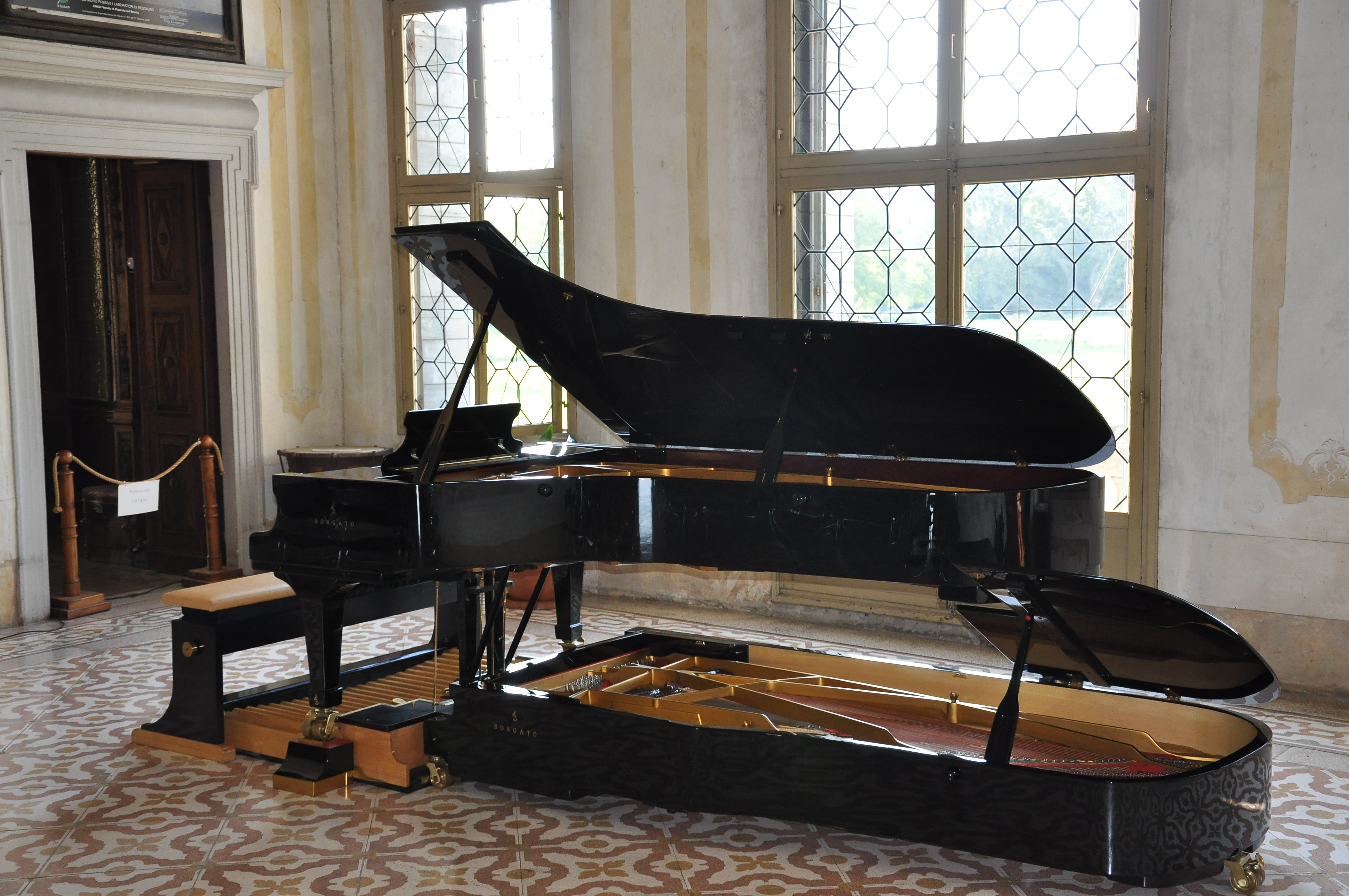
Een bijzondere pedaalvleugel van de Italiaanse bouwer Luigi Borgato

De pedaalpiano heeft een toetsenbord dat met de voeten wordt bediend, net als een orgelpedaal. De omvang van dit pedaal bestrijkt circa 2½ tot 4 octaven en de pedalen bedienen slechts lage tonen, die klinken uit een kast met bassnaren die meestal los achter de normale piano is geplaatst. De piano zelf is dan vaak op een kist geplaatst om ruimte voor de pedaalpiano te maken. In deze kist lopen de verbindingen van de pedalen naar de hamers in de pedaalpiano zelf. Pedaalpiano's zijn tegenwoordig alleen nog in musea te vinden en ze worden zelden in live-evenementen bespeeld. Pedaalpiano's zijn zeldzaamheden geworden. Om de pedaalpiano te kunnen bespelen is een brede pianokruk vereist om, als speler,  lichamelijk de balans te kunnen houden, net als de orgelbank. De pedaalpiano werd voornamelijk gebruikt als studie-instrument voor organisten, zodat hun voettechniek kon worden geoefend. Schumann schreef er enige speciale composities voor.

## Elektronische instrumenten

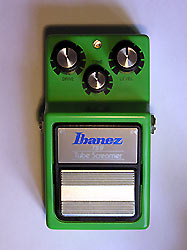
De TS9 Tubescreamer van Ibanez, een veel nagemaakt pedaal dat een oversturing van het geluid bewerkstelligt door gebruik van transistors

Elektronische instrumenten zoals elektronische piano's en synthesizers, beschikken vaak over effectpedalen, eigenlijk schakelaars die met de voet bediend worden om bepaalde effecten via elektronische wijze op te roepen. Soms hebben deze pedalen dezelfde functie als bij een piano, soms kunnen ze geprogrammeerd worden, soms hebben ze andere effecten, zoals vervorming van de klank (bijvoorbeeld reverb, wah-wah, flanger, phaser, en distortion bij elektrische gitaren).

## Hammondorgel
Het hammondorgel heeft naast een voetklavier (zie orgelpedalen hierboven) een apart crescendo-pedaal, waarmee de klank kan aanzwellen. Elektronische orgels hebben bijna altijd zo'n volumepedaal (oneerbiedig gaspedaal genoemd), waarmee de dynamiek kan worden geregeld.

## Drums
Op een drumstel zit bij de bass drum vaak een pedaal om de trommel te bespelen met de voet. Ook het openen en sluiten van de hihat wordt via een pedaal bediend.

## Pauk
Op de pedaalpauk zit een pedaal waarmee de toonhoogte kan worden gewijzigd tijdens het spelen. Door het intrappen van het pedaal wordt de velspanning verhoogd, wat resulteert in een hogere toonhoogte. Met een mechaniek van trekstangen wordt de positie van het pedaal omgezet in de gewenste velspanning. Voor het gemak van de paukenist (of paukslager) wordt een toonwijzer toegevoegd om een visuele indicatie te geven van de velspanning. De toonwijzer geeft daarbij grofweg aan op welke toon de pauk ingesteld staat.

## Afbeeldingen

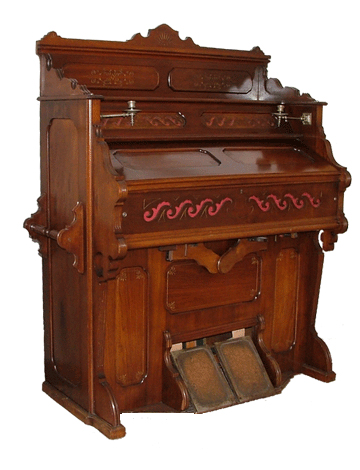
Harmonium
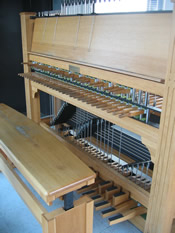
Beiaard met pedaalwerk
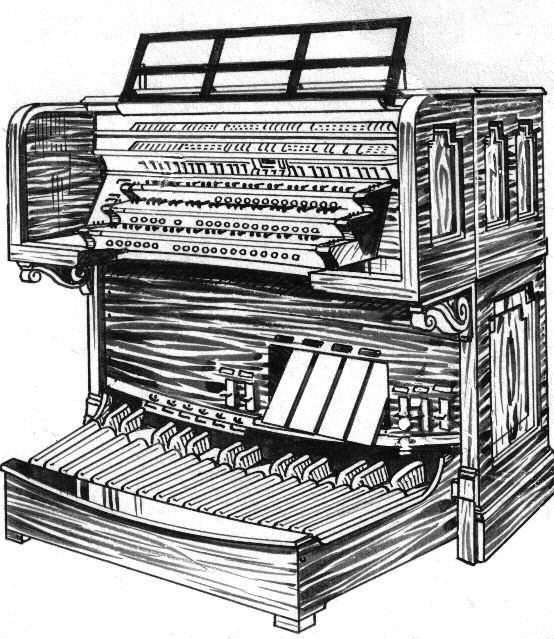
Tekening van een oud elektrisch orgel
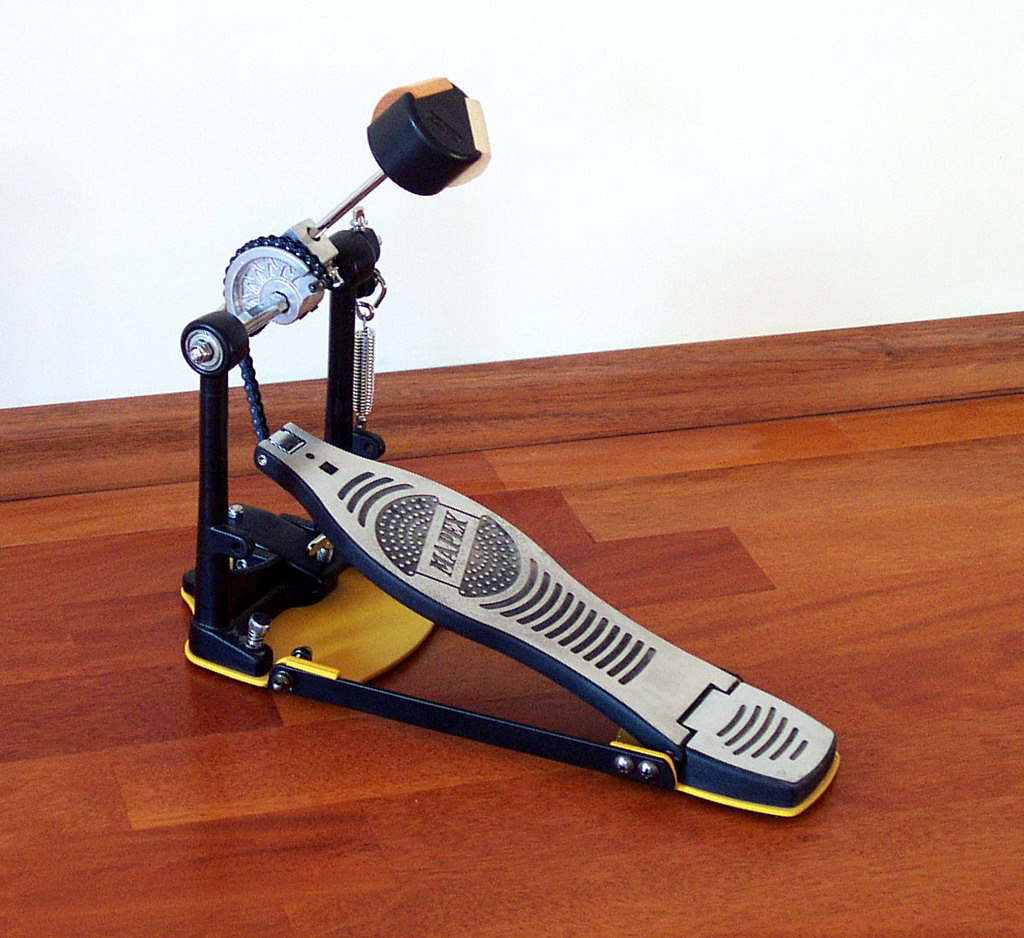
Pedaal voor de bass drum van een drumstel
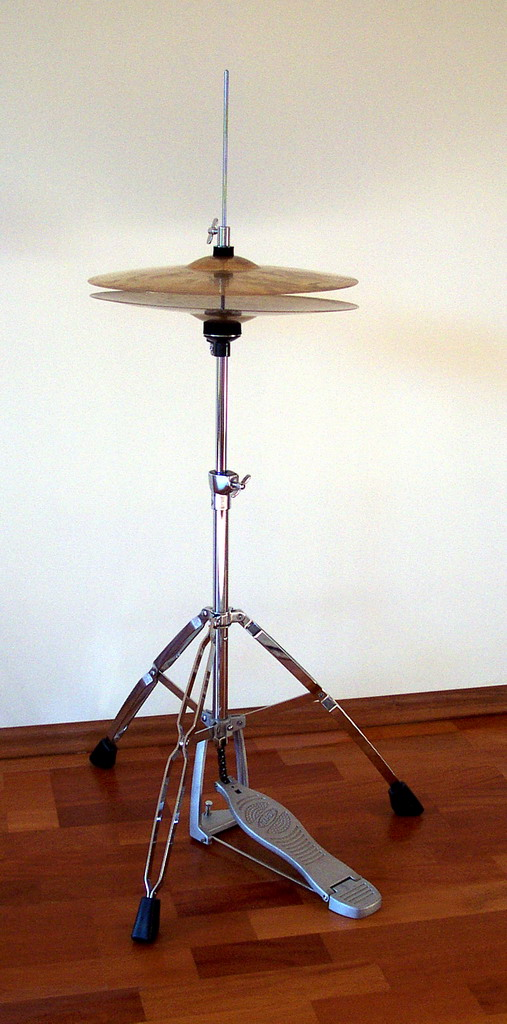
Pedaal voor de hihat van een drumstel
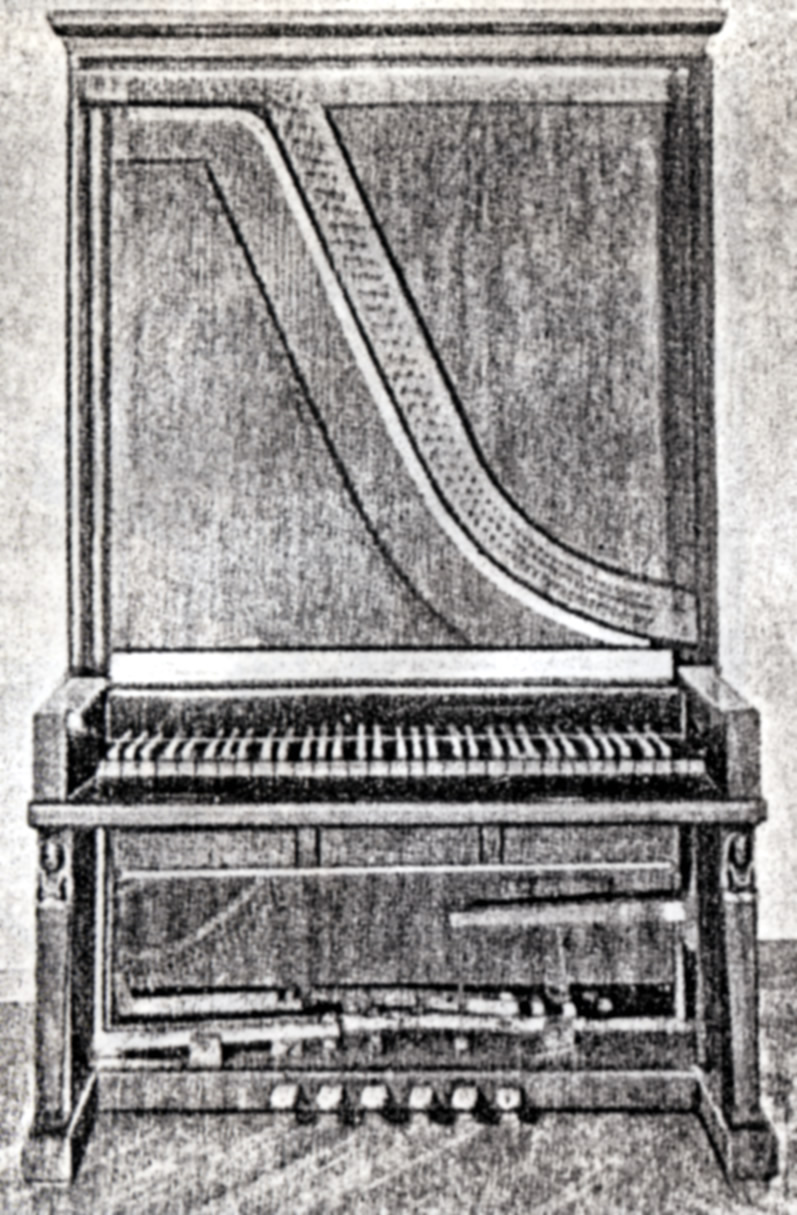
Rechtopstaande vleugelpiano met 6 pedalen, 1845, gebouwd door E.C. Ehrlich uit Bamberg, de pedalen zijn respectievelijk voor Trommel, Fagot, Luit, Forte, Piano (2 registers). Opmerkelijk is ook de kleur der toetsen: zwart en wit volgens oude klavecimbeltraditie.